# Zeta Chamaeleontis
Zeta Chamaeleontis (14 Chamaeleontis) é uma estrela na direção da constelação de Chamaeleon. Possui uma ascensão reta de 09h 33m 53.51s e uma declinação de −80° 56′ 28.7″. Sua magnitude aparente é igual a 5.07. Considerando sua distância de 539 anos-luz em relação à Terra, sua magnitude absoluta é igual a −1.02. Pertence à classe espectral B5V. É uma estrela variável.